# Juraj Carić (pomorac)
Juraj Carić (Svirče, 5. siječnja 1854. – Jelsa, 5. travnja 1927.), hrvatski je istraživač, pomorac praktičar i znanstveni radnik.

## Životopis
Završio je osnovnu školu u Hvaru na talijanskom jeziku. Prva tri razreda gimnazije završava u Omišu, na predjelu Priku, a četvrti razred u Dubrovniku. Školovanje nastavlja u Splitu, gdje pohađa Pomorsku školu. Veliku maturu polaže u Splitu na Velikoj realci. Plovi u svojstvu kadeta na barku "Jared", "Pelješkog pomorskog društva". U Trstu pohađa viši tečaj nautike. Nakon preživljene pogibelji u plovidbi na Atlantiku, napušta pomorsku službu, ali ostaje vjeran pomorskom pozivu. U Grazu studira matematiku, fiziku i astronomiju (3 god). Nakon ispita u Trstu imenovan je nastavnikom "matematičke i nautičke znanosti za nautičke škole". 1882. stupa na dužnost nastavnika u Nautičkoj školi u Bakaru, a 1890. prelazi u Dubrovnik na Nautičku školu. 1901. povjereno mu je ravnateljstvo Nautičke škole u Kotoru, gdje radi sve do umirovljenja 1912. godine. Po završetku I. svjetskog rata u Splitu je radio kao inspektor pomorskih i stručnih škola, pri Pokrajinskoj vladi. Među prvim je piscima udžbenika za nautičke škole, na hrvatskom jeziku. 1918. godine Carić izdaje brošuru, tiskanu u Zadru pod naslovom "Na obranu dviju hrvatskih nautičkoh knjiga" u kojoj proziva praksu nastave na nenarodnom jeziku i odnarodnjavanje naših pomoraca. 1902. izabran je na listi Narodne stranke u Dalmatinski sabor u Zadru. U prvom svom pristupnom govoru, upozorio je na pomorske škole, propuste i zaostalost sustava osposobljavana pomoraca. Rad Jurja Carića na ponos je hrvatskog pomorstva i pomorskog školstva, a po njemu je nazvan školski brod Pomorske škole u Splitu MB Juraj Carić.

## Vanjske poveznice
- Juraj Carić Hrvatska tehnička enciklopedija, portal hrvatske tehničke baštine. LZMK